# Angola en los Juegos Paralímpicos de Londres 2012
Angola estuvo representada en los Juegos Paralímpicos de Londres 2012 por cuatro deportistas, dos hombres y dos mujeres.

## Medallistas
El equipo paralímpico angoleño obtuvo las siguientes medallas:
| Nombre              | Deporte   | Evento              |
| ------------------- | --------- | ------------------- |
| Oro                 |           |                     |
| José Armando Sayovo | Atletismo | 400 m T11 masculino |
| Plata               |           |                     |
| —                   |           |                     |
| Bronce              |           |                     |
| José Armando Sayovo | Atletismo | 200 m T11 masculino |